# Atractodes fumatus
Atractodes fumatus là một loài tò vò trong họ Ichneumonidae.